# Thomas Cook Airlines Balearics
Thomas Cook Airlines Balearics war eine spanische Fluggesellschaft mit Sitz in Palma und operativer Basis auf dem Flughafen Palma de Mallorca. Sie war ein Tochterunternehmen der britischen Thomas Cook Group.

## Geschichte
Thomas Cook Airlines Balearics wurde im Oktober 2017 parallel zur Betriebseinstellung der Thomas Cook Airlines Belgium gegründet. Die für den 2. Februar 2018 angedachte Betriebsaufnahme verzögerte sich durch die Vergabe des Air Operator Certificates, das die Gesellschaft am 21. März 2018 erhalten hat. Am 24. März 2018 führte das Unternehmen erstmals einen Flug für Condor von Hannover nach Mallorca durch, wobei ein Airbus A320 (Kennzeichen: EC-MTJ) zum Einsatz kam, der von der britischen Thomas Cook Airlines an die Konzernschwester überstellt wurde.
Am 7. Februar 2019 kündigte Thomas Cook an, Thomas Cook Group Airline inklusive der Thomas Cook Airlines Balearics zum Verkauf zu stellen; der Flugbetrieb lief normal weiter.
Infolge der Insolvenz der Thomas Cook Group stellte die Thomas Cook Airlines Balearics Anfang Oktober 2019 ebenfalls einen Insolvenzantrag nach spanischem Recht (Vorinsolvenz), der Geschäftsbetrieb wurde jedoch zunächst weitergeführt und die Maschinen weiterhin für Condor eingesetzt. Kurz darauf wurde bekannt, dass alle sechs Flugzeuge in den deutschen Flugbetrieb überführt werden sollten.
Nach der Pleite des Mutterkonzerns versuchte Thomas Cook Airlines Balearics durch Verhandlungen mit den Gläubigern ein langfristiges Überleben zu sichern. Da diese Verhandlungen zu keinem Ergebnis führten, musste die Gesellschaft am 20. Dezember 2019 eine Regelinsolvenz anmelden. Zu diesem Zeitpunkt beschäftigte die Gesellschaft rund 100 Mitarbeiter und betrieb drei Flugzeuge. Der Flugbetrieb wurde zunächst weitergeführt und in Folge der COVID-19-Pandemie im März 2020 eingestellt. Am 15. April 2020 gab Thomas Cook Airlines Balearics die letzte Maschine an Condor ab.

## Flotte
Zum Zeitpunkt der Betriebseinstellung im März 2020 bestand die Flotte der Thomas Cook Airlines Balearics aus zwei Flugzeugen mit einem Durchschnittsalter von 17,9 Jahren:
| Flugzeugtyp     | Anzahl | bestellt | Anmerkungen                | Sitzplätze (Business/Eco+/Eco) |
| --------------- | ------ | -------- | -------------------------- | ------------------------------ |
| Airbus A320-200 | 2      |          | wurden an Condor abgegeben | 180 (-/-/180)                  |
| Gesamt          | 2      | —        |                            |                                |